# Karin Collin

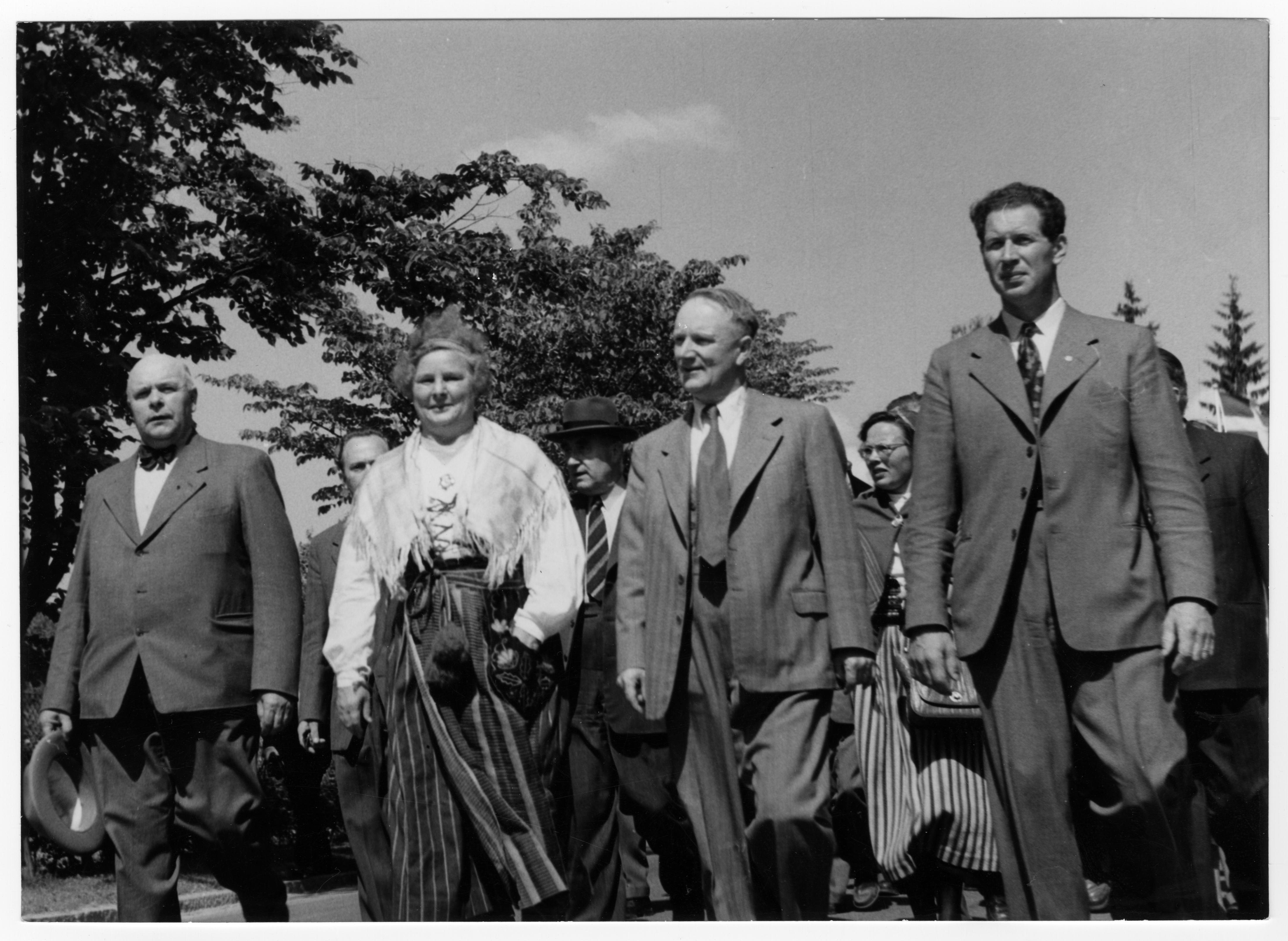
Karin Collin jämte Gunnar Hedlund, Sam B. Norup och Thorsten Larsson vid stämma i Katrineholm 1952.

Karin Collin, född 16 februari 1896 i Nickora, Njutångers församling, Gävleborgs län, död där 31 januari 1966, var en svensk centerpartistisk politiker, skribent och författare.
Mellan 1939 och 1965 var hon förbundsordförande för Centerkvinnorna, då Svenska Landsbygdens Kvinnoförbund (SLKF). I sin egenskap av förbundsordförande deltog hon i flera statliga utredningar, bland annat i jordbruksfrågor och vårdfrågor. Hon hade politiska uppdrag i kommun, landsting, hushållningssällskap och kommittér, men missade 185 röster för att väljas in i riksdagen.
Som politiker verkade hon bland annat för betald semester åt kvinnor på landsbygden. Jämställdhet för kvinnor på landsbygden var i allmänhet Collins hjärtefråga, något som ofta berördes under hennes veckliga krönikan i Jordbrukarnas Föreningsblad (under signaturen Unus, den enda). Karin Collin var ledamot i bestyrelsen för Sveriges deltagande i New York-utställningen 1939.